# Největší Kanaďan
Největší Kanaďan je jednou z verzí soutěže, která proběhla v mnoha státech světa. V České republice např. pod názvem Největší Čech.

## Výsledky ankety

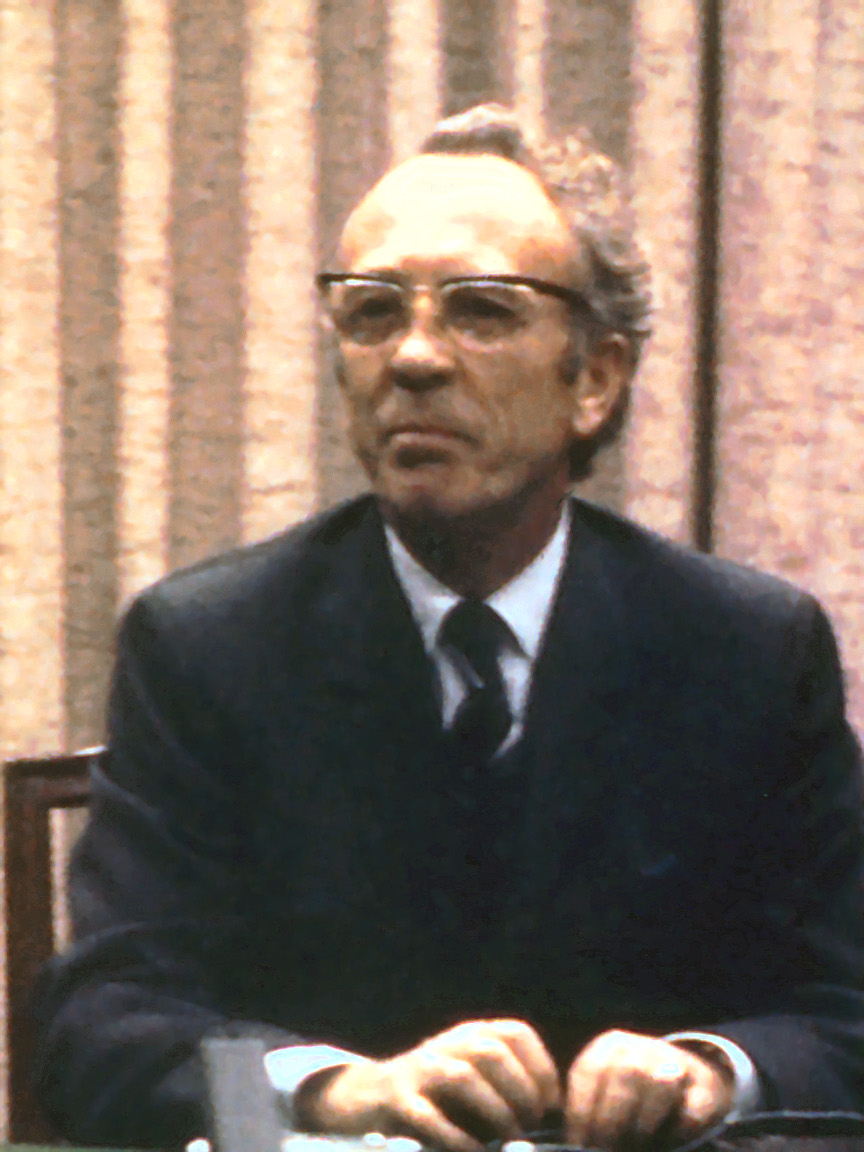
Tommy Douglas

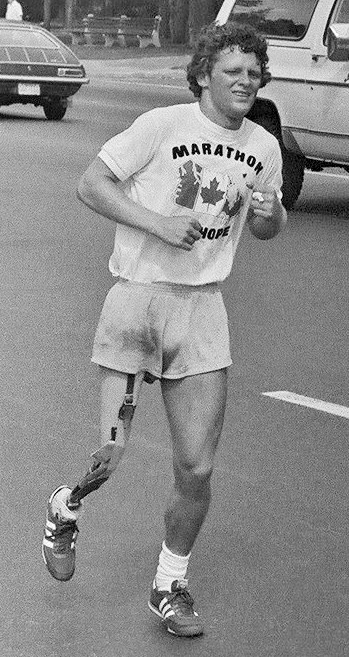
Terry Fox

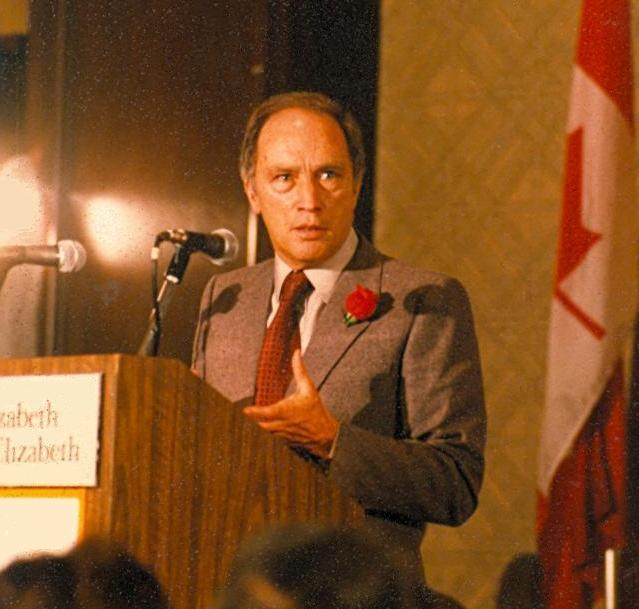
Pierre Trudeau

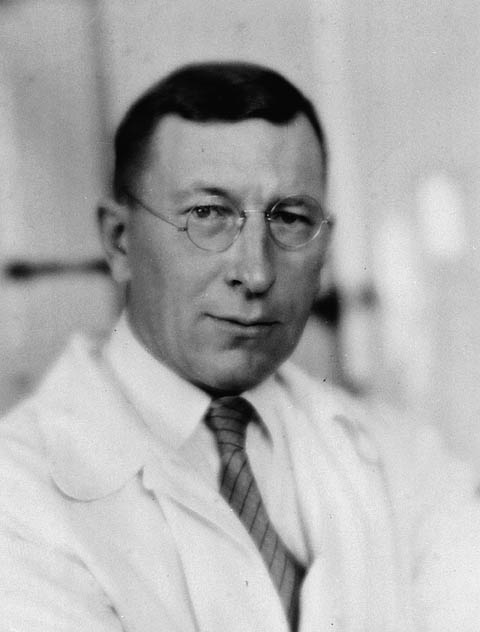
Frederick Banting

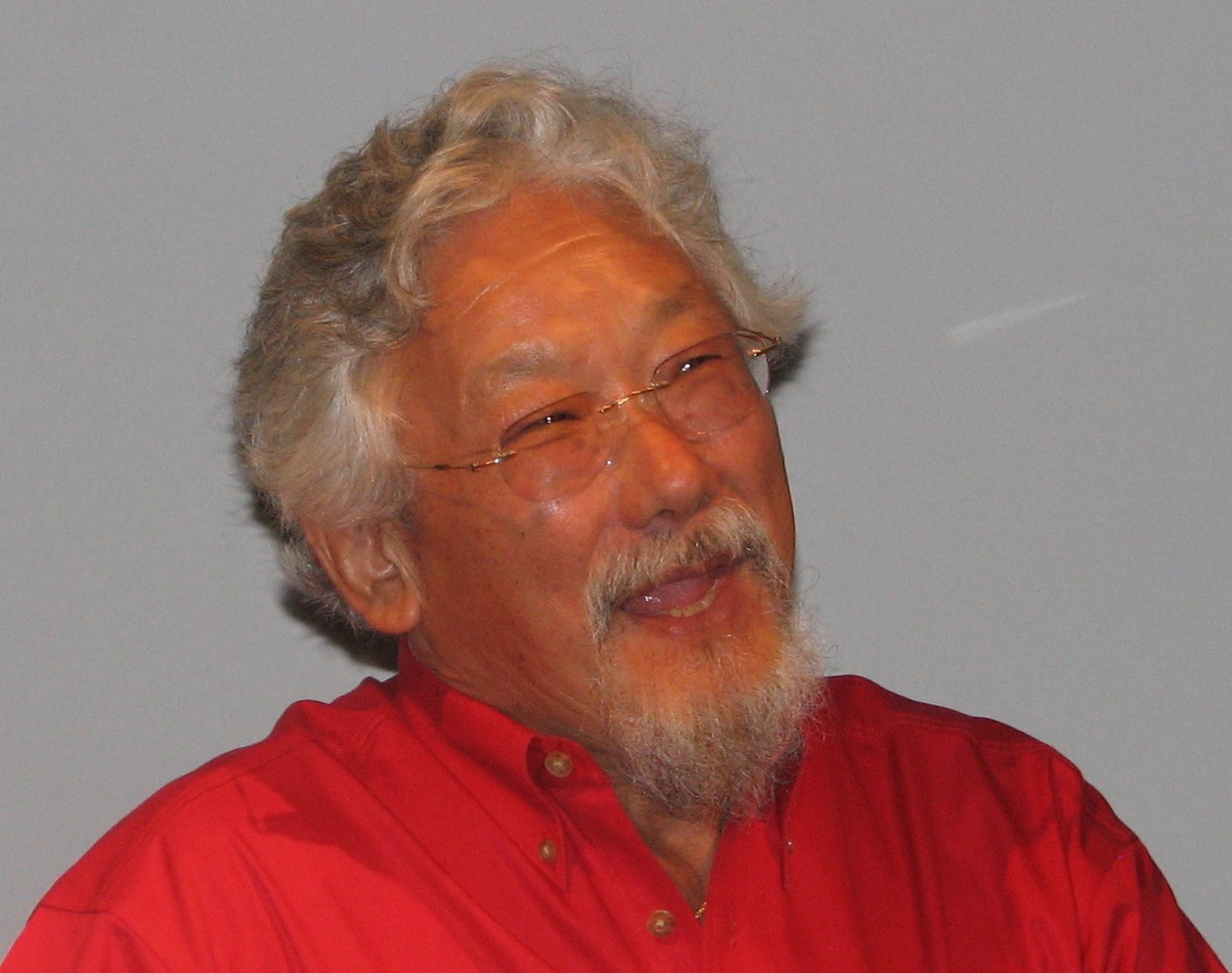
David Suzuki

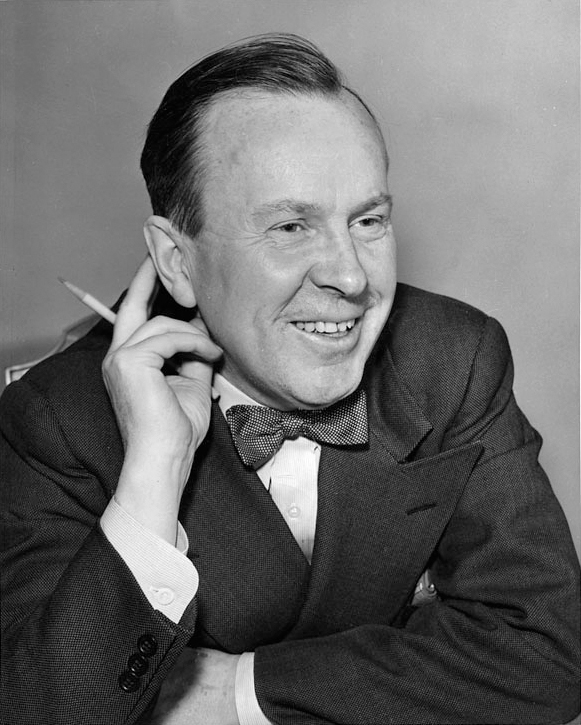
Lester B. Pearson

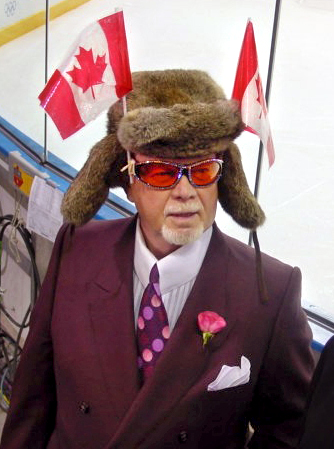
Don Cherry

1. Tommy Douglas (1904–1986), politik
2. Terry Fox (1958–1981), běžec
3. Pierre Trudeau (1919–2000), premiér
4. Frederick Banting (1891–1941), lékař, nositel Nobelovy ceny
5. David Suzuki (* 1936), ekolog a aktivista
6. Lester B. Pearson (1897–1972), premiér, nositel Nobelovy ceny za mír
7. Don Cherry (* 1934), hokejový trenér a komentátor
8. John Alexander Macdonald (1815–1891), první premiér
9. Alexander Graham Bell (1847–1922), vynálezce telefonu
10. Wayne Gretzky (* 1961), hokejista
11. Louis Riel (1844–1885), politik
12. Jean Vanier (* 1928), teolog
13. Stompin' Tom Connors (1936–2013), zpěvák country
14. Neil Young (* 1945), zpěvák
15. Peter Gzowski (1934–2002), spisovatel a reportér
16. Roméo Dallaire (* 1946), generál
17. Stephen Lewis (* 1937), politik a diplomat
18. Shania Twain (* 1965), zpěvačka
19. Bobby Orr (* 1948), hokejista
20. Mike Myers (* 1963), herec
21. neznámý vojín
22. Harold A. Rogers (1899–1994), zakladatel neziskové organizace Kin Canada
23. Maurice Richard (1921–2000), hokejista
24. Arthur Currie (1875–1933), generál
25. Nellie McClung (1873–1951), aktivistka
26. Norman Bethune (1890–1939), lékař
27. Céline Dion (* 1968), zpěvačka
28. Isaac Brock (1769–1812), generál
29. Jim Carrey (* 1962), herec
30. Rick Hansen (* 1957), sportovec a aktivista
31. Pierre Berton (1920–2004), spisovatel
32. Michael J. Fox (* 1961), herec
33. Gordon Lightfoot (1938–2023), zpěvák
34. Hal Anderson
35. Laura Secord (1775–1868), národní hrdinka z britsko-americké války
36. Ernie Coombs (1927–2001), dětský bavič
37. Tecumseh (1768–1813), náčelník kmene Šavanů
38. Mario Lemieux (* 1965), hokejista
39. Bret Hart (* 1957), spisovatel, herec a wrestler
40. Avril Lavigne (* 1984), zpěvačka
41. John Candy (1950–1994), herec
42. Sandford Fleming (1827–1915), inženýr, prosadil světový čas a časové zóny
43. Wilfrid Laurier (1841–1919), premiér
44. Rúhíyyih Khánum (1910–2000), náboženská vůdkyně
45. Jean Chrétien (* 1934), premiér
46. Leonard Cohen (1934–2016), hudebník a básník
47. John Diefenbaker (1895–1979), premiér
48. Billy Bishop (1894–1956), stíhací pilot
49. William Lyon Mackenzie King (1874–1950), premiér
50. Rick Mercer (* 1969), komik
51. Pamela Anderson (* 1967), herečka
52. Craig Kielburger (* 1984), aktivista za práva dětí
53. Gordie Howe (1928–2016), hokejista
54. William Stephenson (1897–1989), špion
55. Glenn Gould (1932–1982), klavírista a skladatel
56. William Shatner (* 1931), herec
57. Lucy Maud Montgomery (1874–1942), spisovatelka
58. Paul Henderson (* 1943), hokejista
59. Tim Horton (1930–1974), hokejista
60. Stan Rogers (1949–1983), zpěvák country
61. William Edmodn Logan (1798–1875), geolog
62. Marshall McLuhan (1911–1980), filozof a spisovatel
63. Roberta Bondarová (* 1945), astronautka
64. Brian Mulroney (* 1939), premiér
65. Burton Cummings (* 1947), zpěvák
66. Sheila Fraser (* 1950), auditorka
67. Patrick Roy (* 1965), hokejový brankář
68. Jean Béliveau (* 1931), hokejista
69. René Lévesque (1922–1987), premiér Quebeku
70. James Naismith (1861–1939), zakladatel basketbalu
71. Margaret Atwoodová (* 1939), spisovatelka
72. Anne Cools (* 1943), senátorka
73. David Thompson (1770–1857), kartograf a průzkumník
74. Emily Murphy (1868–1933), aktivistka
75. Sarah McLachlan (* 1968), zpěvačka
76. John McCrae (1872–1918), lékař, autor básně V polích flanderských
77. Charles Best (1899–1978), lékař, spoluobjevitel inzulínu, nositel Nobelovy ceny
78. Robert Munsch (* 1945), spisovatel dětské literatury
79. Ed Belfour (* 1965), hokejový brankář
80. Chief Dan George (1899–1981), herec a spisovatel
81. Sandra Schmirler (1963–2000), hráčka curlingu, olympionička
82. Dan Aykroyd (* 1952), herec
83. Elijah Harper (1949–2013), politik
84. Kurt Browning (* 1966), krasobruslař
85. Emily Carrová (1871–1945), malířka
86. Mike Weir (* 1970), golfista
87. Henry Morgentaler (1923–2013), lékař
88. Farley Mowat (1921–2014), spisovatel a přírodovědec
89. Donovan Bailey (* 1967), sprinter, olympionik
90. Bryan Adams (* 1959), zpěvák
91. Preston Manning (* 1942), politik
92. John Molson (1763–1836), zakladatel pivovaru a obchodník
93. Joni Mitchell (* 1943), zpěvačka
94. Anne Murrayová (* 1945), zpěvačka
95. Frederick Stanley (1841–1908), generální guvernér Kanady
96. Geddy Lee (* 1953), zpěvák
97. Loise Arbour (* 1947), právnička, vysoká komisařka pro lidská práva v OSN
98. Mordecai Richler (1931–2001), spisovatel
99. Sam Steele (1849–1919), voják
100. James Shaver Woodsworth (1874–1942), politik